# Príles
Príles (Hongaars: Prilesz) is een lokaal gedeelte Trenčianska Teplá. Het is gelegen tussen de Dubnica nad Váhom en Trenčianska Teplá.

## Geschiedenis
De eerste verwijzing is uit 1351. Van Príles komt een belangrijke familie Prileszky. Eigendom van de familie Rudnay, Maryássy, Skrbenský... In 1913 trad hij in het Trenčianska Teplá.